# Оливие Жандебиен
Оливие Жандебиен (на френски: Olivier Gendebien) е бивш пилот от Формула 1. Роден на 12 януари 1924 г. в Брюксел, Белгия.

## Формула 1
Оливие Жандебиен прави своя дебют във Формула 1 в Голямата награда на Аржентина през 1956 г. В световния шампионат записва 15 състезания като спечелва 18 точки и се качва на два пъти на подума, състезава се за три различни отбора.